# Blinkenlights

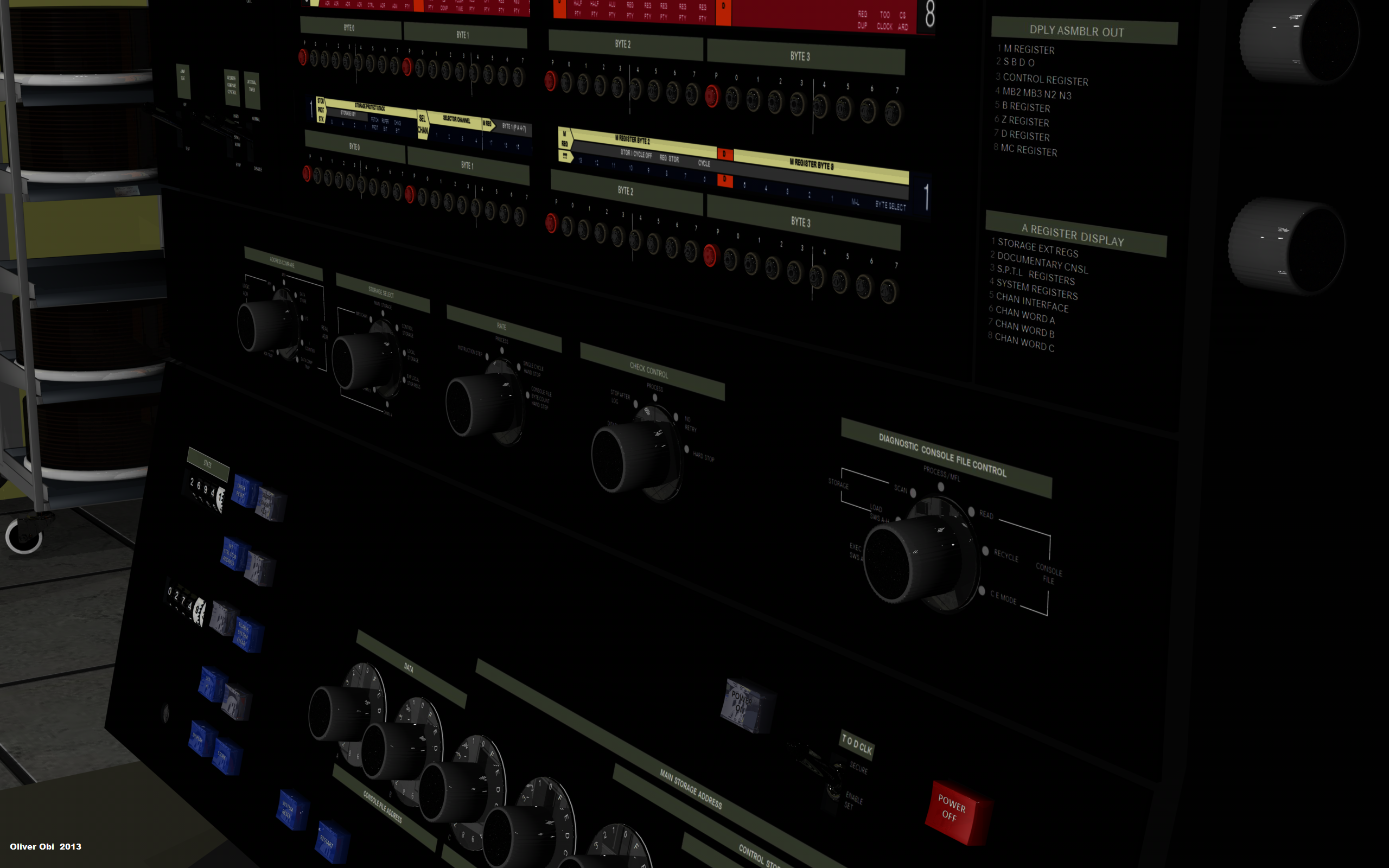
Consola del sistema IBM 370 modelo 145

Texto de blinkenlights

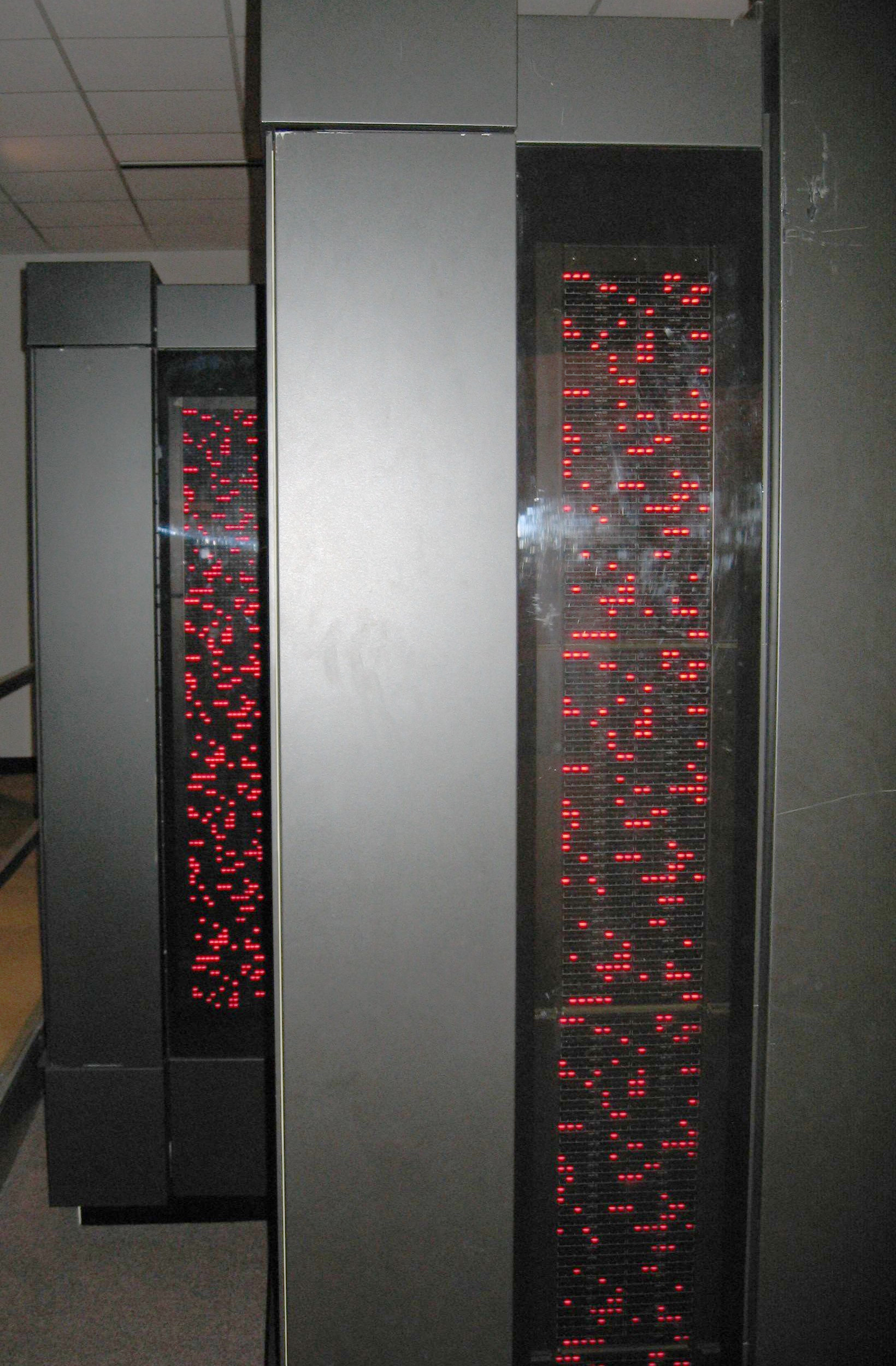
Blinkenlights en la supercomputadora FROSTBURG de la NSA de la década de 1990.

Blinkenlights es un neologismo para las luces de diagnóstico que generalmente se encuentran en los paneles frontales de las unidades centrales antiguas, las minicomputadoras, muchas de las primeras microcomputadoras y el hardware de red moderno. Se ha visto como un esqueumorfismo en muchas máquinas de oficina modernas, sobre todo en las fotocopiadoras.

## Etimología
El Jargon File proporciona la siguiente etimología:

Este término se deriva de la última palabra del famoso letrero gótico en alemán mutilado que una vez adornó muchas salas de computadoras en el mundo de habla inglesa. Una versión decía:

ACHTUNG!

ALLES TURISTEN UND NON TEKNISCHEN LOOKENSPEEPERS!

DAS KOMPUTERMASCHINE IST NICHT FÜR DER GEFINGERPOKEN UND MITTENGRABEN! ODERWISE ES EASY SCHNAPPEN DER SPRINGENWERK, BLOWENFUSEN UND POPPENCORKEN MIT SPITZENSPARKEN.

IST NICHT FÜR GEWERKEN BEI DUMMKOPFEN. DER RUBBERNECKEN SIGHTSEEREN KEEPEN DAS COTTONPICKEN HÄNDER IN DAS POCKETS MUSS.

ZO RELAXEN UND WATSCHEN DER BLINKENLICHTEN.

Esta tontería se remonta al menos a 1955 en IBM y ya se había internacionalizado a principios de la década de 1960, cuando se informó en el sitio informático ATLAS de la Universidad de Londres.
Hay varias variantes en circulación, algunas de las cuales terminan con la palabra 'blinkenlights'.

Aunque inicialmente el signo puede parecer en alemán y usa una aproximación de la gramática alemana, está compuesto en gran parte de palabras que son casi homónimas de palabras en inglés o (en palabras más largas) palabras en inglés reales que se traducen en una ortografía falsa alemana. Como tal, el signo es generalmente comprensible para muchos hablantes de inglés, independientemente de si hablan alemán con fluidez, pero en su mayoría es incomprensible para los hablantes de alemán sin conocimiento de inglés. Gran parte del humor en estos signos era su lenguaje intencionalmente incorrecto.
El profesor de la Universidad de Colorado en Boulder Michael J. Preston relata que el letrero se colocó sobre las fotocopiadoras en las oficinas como una advertencia para no meterse con la máquina en la primera referencia impresa de 1974.  También se informa que el signo se vio en un microscopio electrónico en el Laboratorio Cavendish en la década de 1950. Tales parodias pseudo-alemanas eran comunes en los talleres mecánicos aliados durante y después de la Segunda Guerra Mundial, y se muestra una fotocopia de ejemplo en el Jargon File.
El Jargon File también menciona que los piratas informáticos alemanes habían desarrollado sus propias versiones del póster de las luces intermitentes, en un inglés fracturado:

ATTENTION

This room is fullfilled mit special electronische equippment.

Fingergrabbing and pressing the cnoeppkes from the computers is allowed for die experts only!

So all the "lefthanders" stay away and do not disturben the brainstorming von here working intelligencies.

Otherwise you will be out thrown and kicked anderswhere!

Also: please keep still and only watchen astaunished the blinkenlights.

## Blinkenlights reales
Los bits y dígitos en las primeras computadoras mecánicas y basadas en válvulas termoiónicas eran generalmente grandes y pocas, lo que facilitaba ver y, a menudo, escuchar la actividad. Luego, durante décadas, las computadoras incorporaron conjuntos de luces indicadoras en sus paneles de control, indicando los valores transportados en la dirección, datos y otros buses internos, y en varios registros. Estos podrían usarse para diagnosticar o "paso a paso" de una máquina detenida, pero incluso con la máquina funcionando normalmente, un operador experto podría interpretar el desenfoque de alta velocidad de las lámparas para saber qué sección de un programa grande se estaba ejecutando, si el programa quedó atrapado en un bucle infinito, y así sucesivamente.
Con el aumento de la frecuencia de reloj de los procesadores, el aumento del tamaño de la memoria y las herramientas de depuración interactivas mejoradas, estas luces del panel perdieron gradualmente su utilidad, aunque hoy en día la mayoría de los dispositivos tienen indicadores que muestran el estado de encendido/apagado, la actividad del disco duro, la actividad de la red y otros indicadores de "señales de vida".
La PC IBM original podía tener conectada una tarjeta de diagnóstico que usaba led para mostrar qué parte de la memoria estaba usando y mostrar la dirección de la memoria y el código de datos en pantallas de 7 segmentos cada vez que la tarjeta se bloqueaba manualmente o se activaba automáticamente.
La máquina de conexión, una computadora paralela de procesadores diseñada a mediados de la década de 1980, era un cubo negro con un lado cubierto con una cuadrícula de luces parpadeantes rojas; la demostración de ventas los tenía evolucionando los patrones del Juego de la vida de Conway.
Los monitores de carga de la CPU en la parte frontal de BeBoxes también se denominaron "Blinkenlights".
Varios componentes de computadora, como los módulos de memoria Ballistix Tactical Tracer de Crucial Technology y Titan GTX de NVIDIA,  tienen luces controlables por el usuario que se pueden configurar para mostrar información útil, como la capacidad de memoria utilizada y la temperatura de los componentes.
Esta palabra dio nombre a varios proyectos, incluidos protectores de pantalla, dispositivos de hardware y otras cosas nostálgicas. Algunas empresas notables incluyen el Proyecto Blinkenlights del Chaos Computer Club y el Instituto Arqueológico Blinkenlights.